# Seigné
Seigné är en kommun i departementet Charente-Maritime i regionen Nouvelle-Aquitaine i västra Frankrike. Kommunen ligger  i kantonen Aulnay som ligger i arrondissementet Saint-Jean-d'Angély. År 2022 hade Seigné 91 invånare.

## Befolkningsutveckling
Antalet invånare i kommunen Seigné
Referens:INSEE